# Maria (film 2024 Palud)
Maria è un film del 2024 diretto da Jessica Palud.

## Trama
La diciannovenne Maria Schneider, figlia dell'attore francese Daniel Gélin, viene scelta come protagonista del dramma erotico di Bernardo Bertolucci Ultimo tango a Parigi (1972), nel quale divide la scena col celebre divo americano Marlon Brando. Grazie a questo ruolo, Maria diventa da un giorno all'altro una star, ma la giovane non è preparata né al successo né allo scandalo suscitato dal film.

## Distribuzione
Il film è stato presentato in anteprima fuori concorso al Festival di Cannes 2024 e distribuito nelle sale cinematografiche francesi da Haut et Court a partire dal 19 giugno 2024.

## Riconoscimenti
- 2025 – Premio Lumière[3]
  - Candidatura per la miglior attrice ad Anamaria Vartolomei